# Paisley (Oregon)
Paisley az Amerikai Egyesült Államok északnyugati részén, Oregon állam Lake megyéjében, a Nyár- és Albert-tavak találkozásánál helyezkedik el. A 2010. évi népszámláláskor 243 lakosa volt. A város területe 1,14 km², melynek 100%-a szárazföld.
A közösség egyetlen oktatási intézménye a Paisley-i Iskolakerület alá tartozó, óvodától 12. osztályig diákokat fogadó Paisley School.
A várostól 4,8 km-re északnyugatra fekszik az eredetileg a J.R. Simplot vállalat vezetőinek épült Paisley-i repülőtér.
A környéken kedvelt tevékenységek a vadászat, halászat és sziklamászás, valamint a településhez közel található egy antilop-rezervátum is.

## Történet
A település nevének eredetéről két elmélet látott napvilágot. Az egyik szerint 1873-ban a skót Charles Mitchell Innes szülővárosa, a renfrewshire-i Paisley után adta a nevet; egy másik feltételezés szerint a névadó a szintén skóciai Samuel G. Steele, aki az 1879-ben alapított postahivatal első vezetője volt.
A legrégebbi, az indiánok jelenlétére utaló nyomokat az 1930-as évekbeli ásatásokon találták a Paisley-barlangokban és az Erőd-sziklánál; a fosszíliák szénradiólógiai vizsgálata során az első lakosok 12 750–14 290 éve jelentek meg a helyen.

## Éghajlat
| Hónap                                   | Jan.  | Feb.  | Már.  | Ápr.  | Máj.  | Jún. | Júl. | Aug. | Szep. | Okt.  | Nov.  | Dec.  | Év    |
| --------------------------------------- | ----- | ----- | ----- | ----- | ----- | ---- | ---- | ---- | ----- | ----- | ----- | ----- | ----- |
| Rekord max. hőmérséklet (°C)            | 18,0  | 22,0  | 26,0  | 29,0  | 34,0  | 38,0 | 45,0 | 39,0 | 38,0  | 34,0  | 28,0  | 21,0  | 45,0  |
| Átlagos max. hőmérséklet (°C)           | 5,0   | 7,6   | 10,9  | 15,1  | 19,7  | 24,0 | 29,6 | 29,0 | 24,4  | 18,2  | 9,9   | 5,5   | 16,6  |
| Átlaghőmérséklet (°C)                   | −0,4  | 1,9   | 4,4   | 7,4   | 11,7  | 15,5 | 19,9 | 19,1 | 14,9  | 9,7   | 3,6   | 0,1   | 9,0   |
| Átlagos min. hőmérséklet (°C)           | −5,7  | −3,8  | −2,2  | −0,3  | 3,6   | 6,9  | 10,1 | 9,2  | 5,4   | 1,2   | −2,7  | −5,3  | 1,4   |
| Rekord min. hőmérséklet (°C)            | −34,0 | −32,0 | −21,0 | −13,0 | −12,0 | −7,0 | −3,0 | −6,0 | −8,0  | −18,0 | −22,0 | −33,0 | −34,0 |
| Átl. csapadékmennyiség (mm)             | 30    | 23    | 23    | 20    | 26    | 26   | 11   | 10   | 13    | 18    | 27    | 30    | 257   |
| Forrás: Western Regional Climate Center |       |       |       |       |       |      |      |      |       |       |       |       |       |

## Népesség

### 2010
A 2010-es népszámláláskor a városnak 243 lakója, 125 háztartása és 67 családja volt. A népsűrűség 213,2 fő/km2. A lakóegységek száma 156, sűrűségük 136,8 db/km2. A lakosok 93,8%-a fehér, 2,1%-a afroamerikai, 1,2%-a indián, 0,8%-a ázsiai,  2,1%-a egyéb, . A spanyol vagy latino származásúak aránya 1,6% (0,4% mexikói,   1,2% egyéb spanyol vagy latino származású.)
A háztartások 25,6%-ában élt 18 évnél fiatalabb. 44,8% házas, 4,8% egyedülálló nő, 4% egyedülálló férfi, 46,4% pedig nem család. 39,2% egyedül élt; 20%-uk 65 éves vagy idősebb. Egy háztartásban átlagosan 1,94 személy élt; a családok átlagmérete 2,58 fő.
A medián életkor 53,6 év volt. A város lakóinak 17,7%-a 18 évesnél fiatalabb, 4,1% 18 és 24 év közötti, 18,1%-uk 25 és 44 év közötti, 33,8%-uk 45 és 64 év közötti, 26,3%-uk pedig 65 éves vagy idősebb. A lakosok 48,1%-a férfi, 51,9%-a pedig nő.

### 2000
A 2000-es népszámláláskor  a városnak 247 lakója, 115 háztartása és 67 családja volt. A népsűrűség 216,7 fő/km2. A lakóegységek száma 176, sűrűségük 154,4 db/km2. A lakosok 97,98%-a fehér,  0,81%-a indián, 0,4%-a ázsiai,   . A spanyol vagy latino származásúak aránya 1,21% (0,8% mexikói,   0,4% pedig egyéb spanyol/latino származású.)
A háztartások 23,5%-ában élt 18 évnél fiatalabb. 60% házas, 7% egyedülálló nő; 29,6% pedig nem család. 26,1% egyedül élt; 12,2%-uk 65 éves vagy idősebb. Egy háztartásban átlagosan 2,15 személy élt; a családok átlagmérete 2,56 fő.
A város lakóinak 20,2%-a 18 évesnél fiatalabb, 1,6% 18 és 24 év közötti, 20,2%-uk 25 és 44 év közötti, 34%-uk 45 és 64 év közötti, 23,9%-uk pedig 65 éves vagy idősebb. A medián életkor 49 év volt. Minden 100 nőre 105,8 férfi jut; a 18 évnél idősebb nőknél ez az arány 105,2.
A háztartások medián bevétele 28 214 amerikai dollár, ez az érték családoknál $30 625. A férfiak medián keresete $21 250, míg a nőké $28 125. A város egy főre jutó bevétele (PCI) $16 224. A családok 13%-a, a teljes népesség 16,9%-a élt létminimum alatt; a 18 év alattiaknál ez a szám 25%, a 65 évnél idősebbeknél pedig 8,1%.

## Művészet és kultúra
A városban július utolsó hétvégéjén rendezik meg a Mosquito Festivalt, melynek bevételeit a szúnyogirtásra fordítják.
A településen működik egy közösségi színháztér, amely minden tavasszal fellép a közösségi központban, vagy az iskolában.

## Fordítás
Ez a szócikk részben vagy egészben  a   Paisley, Oregon című angol Wikipédia-szócikk ezen változatának fordításán alapul.  Az eredeti cikk szerkesztőit annak laptörténete sorolja fel. Ez a jelzés csupán a megfogalmazás eredetét és a szerzői jogokat jelzi, nem szolgál a cikkben szereplő információk forrásmegjelöléseként.